# Матвіївка (Запорізький район)
Матві́ївка — село в Україні, адміністративний центр Матвіївської сільської громади Запорізького району Запорізької області.

## Географія
Село розташоване за 15 км від колишнього районного центру — міста Вільнянськ, за 10 км від обласного центру. В межах села розташовані три зупинних пункти — платформа 9 км, роз'їзд 11 км та платформа 13 км залізниці. Село простягається вздовж вервечки ставків (частина їх станом на 2025 рік внаслідок урбанізаційної діяльності зміліла і заросла очеретом), вздовж яких село витягнуто на 8 км, вище за течією на відстані 0,5 км розташоване село Українка, нижче за течією на відстані 1 км розташоване місто Запоріжжя. У західній частині село перетинає автошлях міжнародного значення М18E105 (Харків — Сімферополь), поруч з селом проходить автошлях національного значення Н15 (Запоріжжя — Донецьк). У селі бере початок балка Капустянка.

## Історія
Хутори Матвіївський, Веселий та Шовковий на початку 1918 року були засновані 32 родинами переселенців з села Вознесенка (нині територія Вознесенівського району міста Запоріжжя), які є засновниками села Матвіївка колишнього Вільнянського району. За переказами старожилів, переселення відбувалося і у 1927 році — за ініціативою влади — під час будівництва Дніпровської ГЕС. Вони оселилися на землях, які раніше належали німецьким колоністам Г. Л. Класену та Генріху Нейфельду.
Назва села походить від хутору, в пам'ять про рідну вулицю в селі Вознесенка. Поряд з Матвіївкою в ті ж часи виник і хутір Шовковий, який заснований 50 родинами переселенців з села Вознесенка.
У 1924 році було організовано комітети незаможних селян, який очолив Йосип Маковський, побудовано магазин. На хуторі Шовковому відкрили клуб та хату-читальню. Наприкінці 1925 року було обрано Матвіївську сільську раду, якій підпорядковувалися 10 хуторів з населенням 970 чоловік, сільським головою було обрано Максима Васильовича Синька. У 1926 році на хуторі Матвіївка було відкрито початкову трудову школу, організовано лікнеп. У хаті П. С. Білецького була хата-читальня.
У грудні 1926 року 8 родин хутора Матвіївка створити товариство спільного обробітку землі (ТСОЗ), у вересні 1929 року Товариство об'єднувало 44 родини. У тому ж році вони були офіційно зареєстровані, товариство отримало назву «Комінтерн». До складу ТСОЗу входило 1015 гектарів землі, 70 голів рогатої худоби, 41 плуг, 14 сіялок та 37 жаток.
У 1930 році ТСОЗ зібрав 10,7 центнерів ячменю з гектару.
У 1930 році ТСОЗ «Комінтерн» об'єднався з плодовоовочівницькою артіллю «Січ», яку було переведено з острова Хортиця на хутір Шовковий, у зв'язку з будівництвом Дніпровської ГЕСу. Артіль «Січ» нараховувала 1,8 тис. га землі. Молодь активно приєдналася до організації колгоспу на території Матвіївської сільської ради. Станом на 1939 рік у колгоспі «Січ» нараховувалося 130 передовиків. Найбільш відомими були Марія Скорина та Надія Пархоменко. В той же час колгосп «Січ» був учасником Всесоюзної сільськогосподарської виставки в м. Москва. Здебільшого колгосп у передвоєнні роки спеціалізувався на садівництві, у 1938 році сади розміщувалися на 646 га, 100 га ягідних культур, 33 га декоративні насадження. Середній врожай кісточкових дерев становив 43 центнерів з 1 га. Дану наполегливу селекційну роботу проводив агроном-садівник колгоспу «Січ» Ананій Білай. За виведення нових високоврожайних сортів яблук та груш, сорту винограду «Січ» Головний виставковий комітет ВСГВ у 1940 році нагородив його Великою золотою медаллю. Такою ж медаллю було нагороджено ланкову садівничої бригади № 1 Надію Степанівну Пархоменко. Учасниками ВСГВ 1940 року від колгоспу «Січ» також були конюх Микола Стрілець та свинар Петро Булат. У 1940 році до складу колгоспу «Січ» входило 217 господарств. На фермах колгоспу утримувалось 126 коней, 94 голови рогатої худоби, 80 свиней, 113 овець. Статки колгоспу становили понад 1 млн крб.
У 1932—1933 роках селяни пережили сталінський геноцид.
У передвоєнні роки хутори Матвіївка, Шовковий, Веселий і Цвіточний злились в одне село під назвою Матвіївка. У 1941 році в селі нараховувалось 300 дворів
У 1936 році в селі було побудовано будівлю семирічної школи. Роком раніше було збудовано клуб та відкрито бібліотеку.
В перші дні німецько-радянської війни 149 матвіївців було примусово мобілізовано на фронт. Чоловіки, які залишились в селі, вступили до лав винищувального батальйону.
Наприкінці серпня 1941 року представниками окупаційної німецької влади(фашистами)були розстріляні— голова колгоспу «Січ» Свирид Васильович Єскін, голова партійної організації Юхим Денисович Романченко та офіцер Червоної армії Молчанов[джерело?].
У 1958 році було організоване об'єднане господарство «Запорізька Січ». Саме назва «Січ» побутувала тривалий час, як назва населенного пункту чому, зокрема, сприяли два великоформатних щити на автошляху Москва — Сімферополь з написами «Запорозька Січ».
У побуті козацькі роди села Матвіївки, зокрема Чирви-Білецькі, Гончарі, Каптюхи, Булати, Махтеї та інші завжди дотримувалися усталених звичаїв — взаємопідтримки, рибальства, виховання дітей у національному дусі.
З 24 серпня 1991 року село у складі Незалежної України.
12 червня 2020 року, відповідно до розпорядження Кабінету Міністрів України № 713-р «Про визначення адміністративних центрів та затвердження територій територіальних громад Запорізької області», село є адміністративним центром Матвіївської сільської громади.
17 липня 2020 року, в результаті адміністративно-територіальної реформи та ліквідації Вільнянського району, село увійшло до складу Запорізького району.

## Населення

### Мова
Розподіл населення за рідною мовою за даними перепису 2001 року:
| Мова            | Кількість | Відсоток |
| --------------- | --------- | -------- |
| українська      | 3138      | 80.42%   |
| російська       | 743       | 19.04%   |
| білоруська      | 8         | 0.21%    |
| вірменська      | 5         | 0.13%    |
| грецька         | 1         | 0.03%    |
| інші/не вказали | 7         | 0.17%    |
| Усього          | 3902      | 100%     |

## Сучасність
Площа села — 417 га, налічується 1427 домогосподарств. Кількість населення станом на 1 січня 2007 року — 3878 осіб.
День села відзначається 13 жовтня, саме у цей день у 1943 році село Матвіївка було звільнено Червоною армією в ході німецько-радянської війни. В селі розташовані дві братських могили вояків Червоної армії.
На хуторі Зеленому, який раніше підпорядковувався Матвіївській сільській раді (нині це територія м. Запоріжжя), провів дитинство і юність Герой Радянського Союзу прославлений льотчик Спартак Маковський (1920—2000).
У селі Матвіївка працюють навчальні заклади — ЗНВК «Всесвіт», школа-інтернат, дитячий садок, музична школа, Центральний будинок культури та дозвілля, Будинок народної творчості. В Центральному будинку культури та дозвілля у 2000 році створено сільський музей на громадських засадах, який розміщується в читальному залі сільської бібліотеки, працює народний вокальний ансамбль "Калинонька", який виборює призові місця на обласних конкурсах української народної пісні
Підприємства — СВК Агрофірма «Матвіївка», ТОВ «Агротера», ООО «Січ», ФГ «Лещенко В. М.».
Матвіївська сільська рада налічує 20 депутатів. З 2006 року сільську раду очолює Чернов Серій Васильович.

## Російсько-українська війна (з 2014)
З огляду на загрозу проникнення озброєних російських окупантів та проросійських проплачених мародерів й вбивць у вересні 2014 року у Матвіївці здійсено будівництво інженерних оборонних споруд.
28 червня 2024 р. в с. Матвіївка відбулося урочисте відкриття  Алеї героїв. Це місце пам'яті присвячене воїнам, які віддали своє життя за свободу та незалежність України. 

## Відомі особи
- Тривалий час господарство «Запорізька Січ» очолював Герой Соціалістичної Праці Антоненко Степан Корнійович (1913, Миколаївка (Бердянський район) — 1982, Матвіївка).
- У селі 1950 року народився український вчений у галузі гірництва, доктор технічних наук, професор Білецький Володимир Стефанович.
- Впродовж багатьох років в колгоспі «Запорізька Січ» працював відомий агроном-садівник Білай Ананій Калинович (1895—1965).

## Галерея
|                                      |
| Матвіївка славилася рибними ставками |

|                              |
| Матвіївські ставки. Фрагмент |

|                                                               |
| Автошлях міжнародного значення М18E105 (Харків — Сімферополь) |

## Поширені прізвища
Антоненки, Білецькі, Гончарі, Каптюхи, Булати, Чирви, Бовенки[джерело?]